# À vote bon cœur
 (octobre 2024).
Pour plus de détails, voir Fiche technique et Distribution.
À vote bon cœur, ou Bunny en ballottage (Ballot Box Bunny), est un cartoon des Merrie Melodies réalisé par Friz Freleng en 1951 mettant en scène Bugs Bunny et Sam le pirate.

## Synopsis
Sam le Pirate se présente à la mairie d'une petite ville, avec des promesses creuses comme : « Il y a assez d'air frais et de soleil dans notre grand pays pour tout le monde – et je veillerai à ce que vous en ayez votre part ! ». Bugs Bunny est sous le podium, buvant du jus de carotte, lorsque Sam promet de tenir sa promesse précédente de « débarrasser cette ville de tous les lapins » s'il est élu. Bugs, horrifié, décide alors de combattre Sam en se présentant contre lui à la mairie. Tous deux se livrent alors à diverses manœuvres électorales stéréotypées.
Bugs tente de convaincre les habitants avec la célèbre citation de Theodore Roosevelt : « Je vous parle doucement, mais je trimbale une ÉNORME batte ! », allant même jusqu'à se déguiser en Roosevelt. Cependant, Sam déclare : « Je parle FORT et je trimbale un PLUS GROS BÂTON, et je m'en sers aussi ! »; il l'utilise sur Bugs. Sam commence à embrasser des bébés (l'un d'eux réagit en recrachant le baiser) ; il va embrasser Bugs déguisé, qui en plante un sur Sam avant de crier : « Il m'a mordu mon joli  p'tit nez, le vilain monsieur » (imitant « Mean Widdle Kid » de Red Skelton), attirant ainsi des femmes de la ville, qui réprimandent Sam et le malmènent en guise de punition.
Sam vole alors le stand de cigares de Bugs sous la menace d'une arme. Bugs échange ses cigares « SMELLO » gratuits contre des cigares ATOM explosifs à cinq cents. Sam en allume un pour un électeur, et il explose aussitôt, lui infligeant un violent coup de poing au visage.
Sam envoie alors une boîte pleine de fourmis pique-nique « assorties » voler la nourriture du pique-nique gratuit de Bugs. Alors qu'elles passent en portant la nourriture, Bugs insère un bâton de dynamite dans une pastèque. Sam prend la nourriture des mains des fourmis et la met dans un sac ; il y fourre la pastèque et se précipite joyeusement derrière un mur. Après que l'explosion ait fait exploser le sac, tout ce qu'il contenait, ainsi qu'une grande partie des vêtements et des cheveux de Sam, ce dernier réapparaît en criant : « Je déteste ce lapin ! ».
Il installe ensuite un canon à la porte d'entrée du quartier général de Bugs et accueille Bugs avec amitié à la porte de derrière ; il frappe le sol du talon de sa botte pour le duper et l'inciter à aller ouvrir. Le plan échoue lorsque Bugs prétend que la personne à la porte est une fille de « Saint Louie » venue voir Sam. Sam, persuadé qu'il s'agit de son amour de jeunesse, Emma, se précipite à sa rencontre, déclenchant le canon.
Sam défie alors Bugs en lui demandant s'il sait jouer du piano, et Bugs accepte le défi. Sam installe des explosifs dans le piano, attachés à une touche spécifique, et présente le piano à Bugs pour qu'il joue « Those Endearing Young Charms » (une blague tirée d'un court métrage de Private Snafu), mais Bugs parvient à éviter le piège en jouant volontairement mal la mélodie, évitant ainsi la touche truquée. Frustré, Sam prend finalement le relais et joue correctement, tombant dans son propre piège.
Une course-poursuite rapide les mène au défilé du maire nouvellement élu. Mais il s'avère qu'une candidate, une jument alezane, est entrée en scène et a gagné. La voiture arbore un panneau indiquant « Notre nouveau maire». Bugs propose une partie de roulette russe et tend un revolver à Sam. Sam accepte, pointe l'arme sur sa tête, ferme les yeux et appuie sur la détente ; il entend le déclic d'une chambre vide. Il tend ensuite l'arme à Bugs, qui la pointe sur sa tête, ferme les yeux et appuie sur la détente tandis que l'iris de la caméra s'obscurcit au centre de l'écran, au son d'un coup de feu. Un iris s'ouvre sur Bugs à gauche, montrant qu'il s'était en fait baissé juste avant de tirer et qu'il tenait maintenant une arme fumante. Il proclame : « J'ai raté ! » Le côté droit de l'écran s'ouvre pour révéler un Sam brûlé et sans chapeau, touché à la tête par le tir capricieux de Bugs, et Sam grogne : « Je déteste ce lapin ! ».